# 漁電共生
漁電共生是一種太陽能設施與室內水產養殖經營相結合之生產模式，以「養殖為主、光電為輔」為核心價值，在不影響原農業生產下，得以兼顧發展綠能設施，並優化室內水產養殖生產環境，減少養殖勞力之付出，防範極端氣候之侵襲，促進產業升級及增進養殖漁民躉電收益，以創造「漁電雙贏」之效益。 且漁電共生屬低密度開發，為確保與社會及環境共存共榮、排除爭議，因此納入「太陽光電環境與社會檢核機制」（下稱環社檢核），以確認未來漁電共生建置可能影響程度，方可預先提出因應對策。

## 背景
隨著氣候及環境變遷，全球各國在環境永續發展的共同目標上極力推展能源轉型來減少碳排放，以再生能源逐步取代核電、燃煤發電。繼屋頂型、地面型太陽光電的推動，為穩健提升再生能源占比，在台灣土地資源彌足珍貴下，中央政府跨局處進行盤點分析，推出以土地複合利用為主軸的「漁電共生」政策，以現有養殖漁業基礎，有條件結合太陽光電發電設施，在維持養殖生產的條件下，同時達成潔淨能源目的。 

## 漁電共生推動策略
由經濟部與農業部邀集各界代表共同研議，以務實且可操作原則：
- 確保漁業生產、漁民權益及環境共榮。
- 簡化專區審查程序，環社檢核結合電業籌設加速審查推動。
- 中央與地方組成工作小組，協助專區檢核並共同宣導

## 設置方式
室外養殖地面型依照設置方式可分為下列三種： 
1. 立柱型：由既有魚塭著手規劃，設置在蓄水池為原則。由於蓄水池可能在未來改作養殖使用，應考量後續允許機具進入水池進行捕撈、機械作業之空間，以維持繼續養殖。 
2. 塭堤型：設置方式與規範皆與一般地面型相同，差異為塭堤型利用既有土堤道路空間設置，在器械維修時不必在水池中進行，但仍需考慮機具作業之空間。 
3. 浮筏型：浮筏型設置方式與傳統水面型系統相同，但由於系統位於水面，會造成捕撈時的困難，因此需提出養殖收成捕撈之可行方案及浮臺錨定方式才可進行設置。 